# Beverly D'Angelo
Beverly D'Angelo (Columbus (Ohio), 15 november 1951) is een Amerikaans actrice.
Ze speelde in films als Hair, American History X en meerdere delen van National Lampoon's Vacation, Sugar Town, Jazz Night, On The Edge, Woman In Film, Were's Angelo en Happy Birthda en Violent Night.
D'Angelo komt uit een showbusiness-familie. Haar moeder Priscilla was een violiste en haar vader Gene was een basspeler en manager van televisiestations in Columbus, Ohio.
D'Angelo kreeg een tweeling met Al Pacino.
- Biblioteca Nacional de España: XX1276765
- Bibliothèque nationale de France: cb13940363p (data)
- Gemeinsame Normdatei: 129605344
- International Standard Name Identifier: 0000 0001 1436 7549
- Library of Congress Control Number: n80144171
- MusicBrainz: 8974f8cc-3d82-41bf-a016-e2ee11f001ce
- Nationale Bibliotheek van Israël: 987007307071805171
- Nationale Bibliotheek van Polen: a0000001256717
- Nederlandse Thesaurus van Auteursnamen: 073361429
- SNAC: w6m45n67
- Système universitaire de documentation: 074089080
- Virtual International Authority File: 2661140
- WorldCat: E39PBJhRJ37qJrtKxPg4RBP4v3